# Schuifmaat

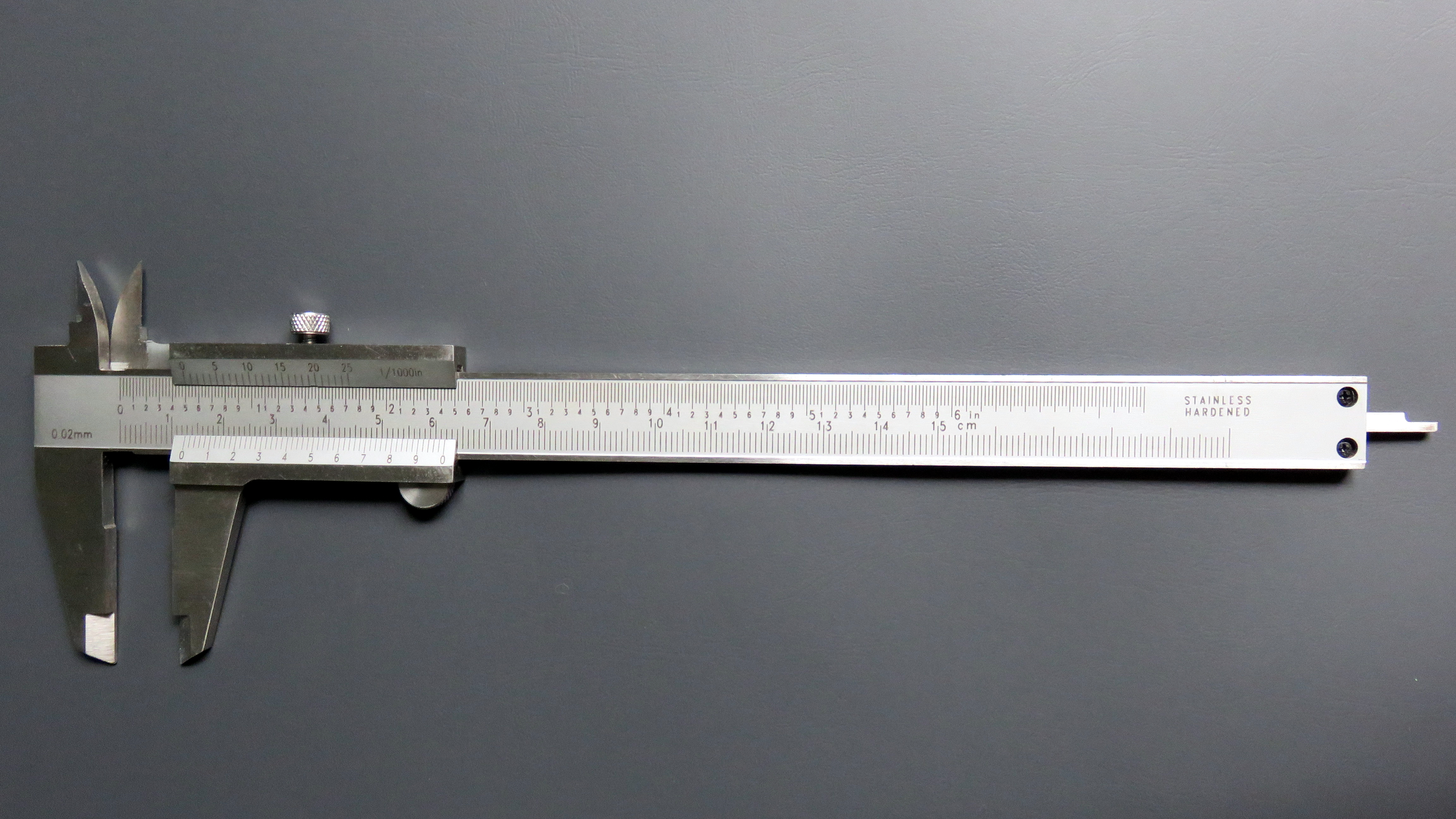
Schuifmaat

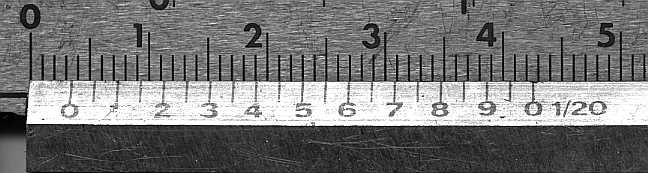
Nonius 1/20 mm. Er wordt een afstand van 3,5 mm afgelezen

Aflezen

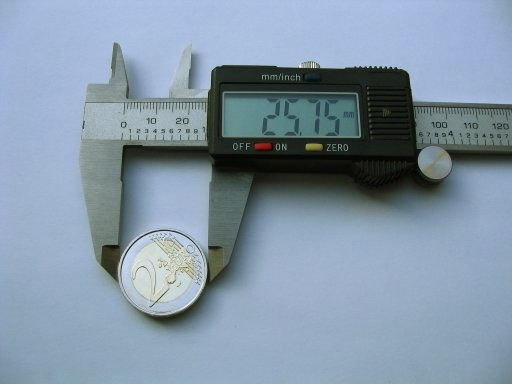
Elektronisch afleesbare schuifmaat

Een schuifmaat of schuifpasser is een meetinstrument waarmee buitenmaten, binnenmaten en dieptematen kunnen worden gemeten. De tegenwoordige schuifmaten hebben vrijwel altijd een nonius, waarmee een aanmerkelijk grotere nauwkeurigheid bereikt wordt dan met een liniaal of duimstok, maar het bereik (de uiterste maat die gemeten wordt) is vaak veel kleiner.
De schuifmaat bestaat uit een vast deel met een meetlat die verdeeld is in millimeter maar vaak ook in inch, op het uiteinde bevinden zich twee meetbekken. Het losse deel  bestaat uit een schuif met een nonius  en twee meetbekken. Aan de schuif is een meetpen bevestigd, verder is deze voorzien van een klemlip waarmee na indrukken de schuif kan worden verplaatst. 
In beperkte mate kan een schuifmaat ook gebruikt worden om afstanden (ingesteld of overgenomen van een eerdere meting) af te tekenen op een werkstuk.

## Onderdelen
The genummerde delen zijn:

Diagram van een schuifmaat

1. Buitenmaat-meetbek: om de buitenmaat van een object (zoals een buis) of de breedte van een object (zoals een balk) te meten.
2. Binnenmaat-meetbek: om de binnenmaat van een object (zoals een holle buis, of afstand tussen twee balken) te meten.
3. Dieptemeter: om de diepte van een sparing (zoals de diepte van een gat of uitsparing) te meten
4. Hoofdschaal (metrisch): Een millimeterschaal, waarmee tot op de mm precies gemeten kan worden.
5. Hoofdschaal (duim): duims- of inchschaal, in inch en gedeelten daarvan, vaak tot op 1/16 van een inch.
6. Nonius (metrisch): maakt het mogelijk tot op fracties van mm precies te meten, vaak 1/10 (0,1) of 1/20 (0,05) mm precies
7. Nonius (duim): maakt het mogelijk tot op fracties van de duims-hoofdschaal precies te meten, vaak 1/128e van een inch precies.
8. Blokkering: Deze blokkering moet ingeduwd worden om de schuifmaat te kunnen bewegen.

Niet alle schuifmaten hebben al deze onderdelen: elektronische schuifmaten hebben vaak geen nonius, maar geven de exacte afstand op een scherm. De blokkering bestaat soms ook uit een stelschroef die vast- en losgedraaid kan worden.
De schuifmaat in het diagram hierboven meet ongeveer 2,475 cm op de metrische schaal: (2.,4 cm afgelezen van de hoofdschaal, en ongeveer 0,075 cm vanaf de nonius).

## Gebruik
- De meetvlakken worden onbeschadigd en schoon gehouden.
- Bij buitenmetingen worden de bekken loodrecht op het werkstuk geplaatst.
- Het werkstuk staat zoveel mogelijk in het midden van de buitenbekken. De dunne einden van de buitenbekken worden alleen gebruikt als het niet anders kan.
- Bij binnenmetingen wordt behalve zuiver door het midden, ook evenwijdig aan de lengteas gemeten.
- Bij dieptemetingen wordt voorkomen dat de meetstift verbuigt.

Meetmogelijkheden van een schuifmaat
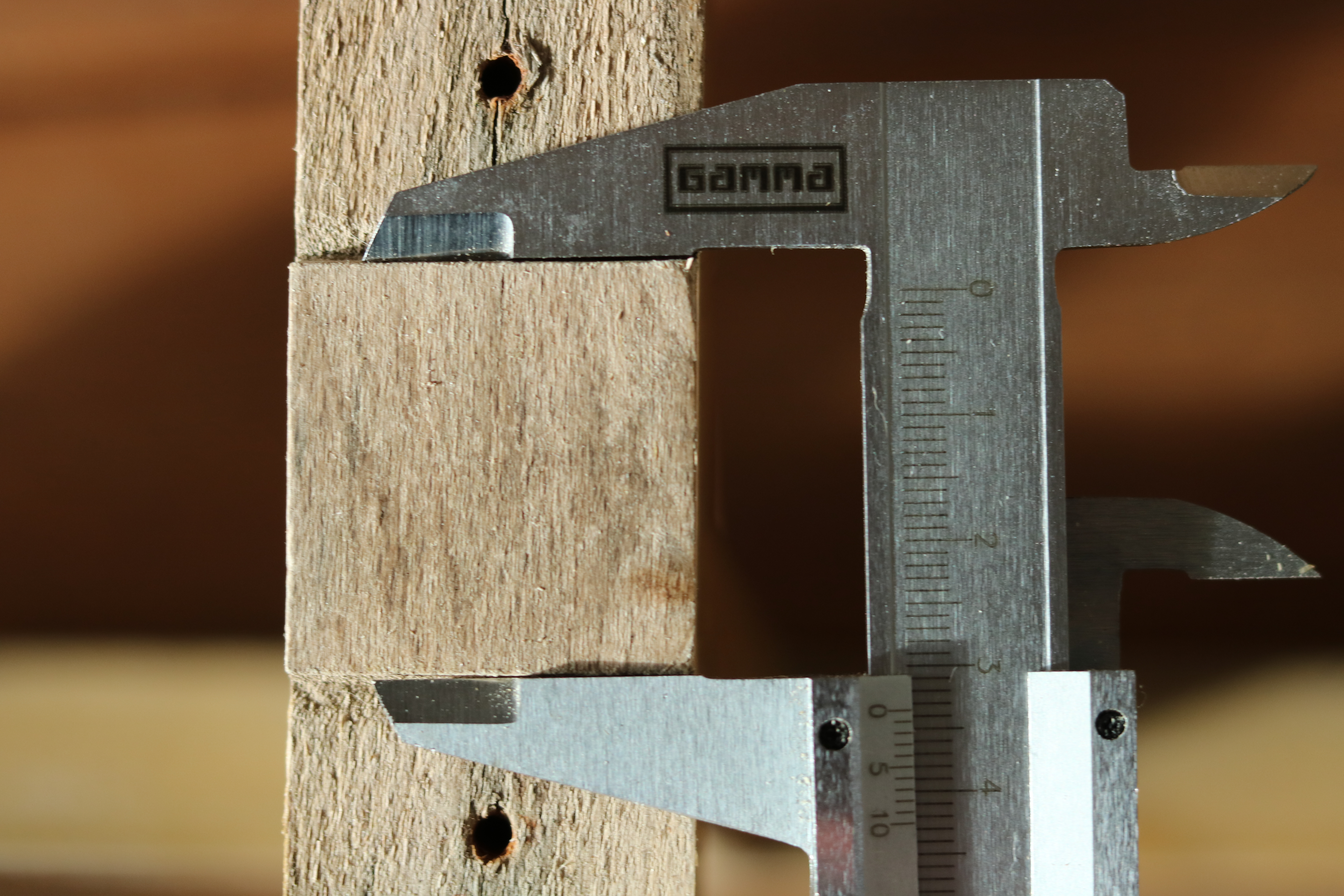
Afmeten van buitenmaat
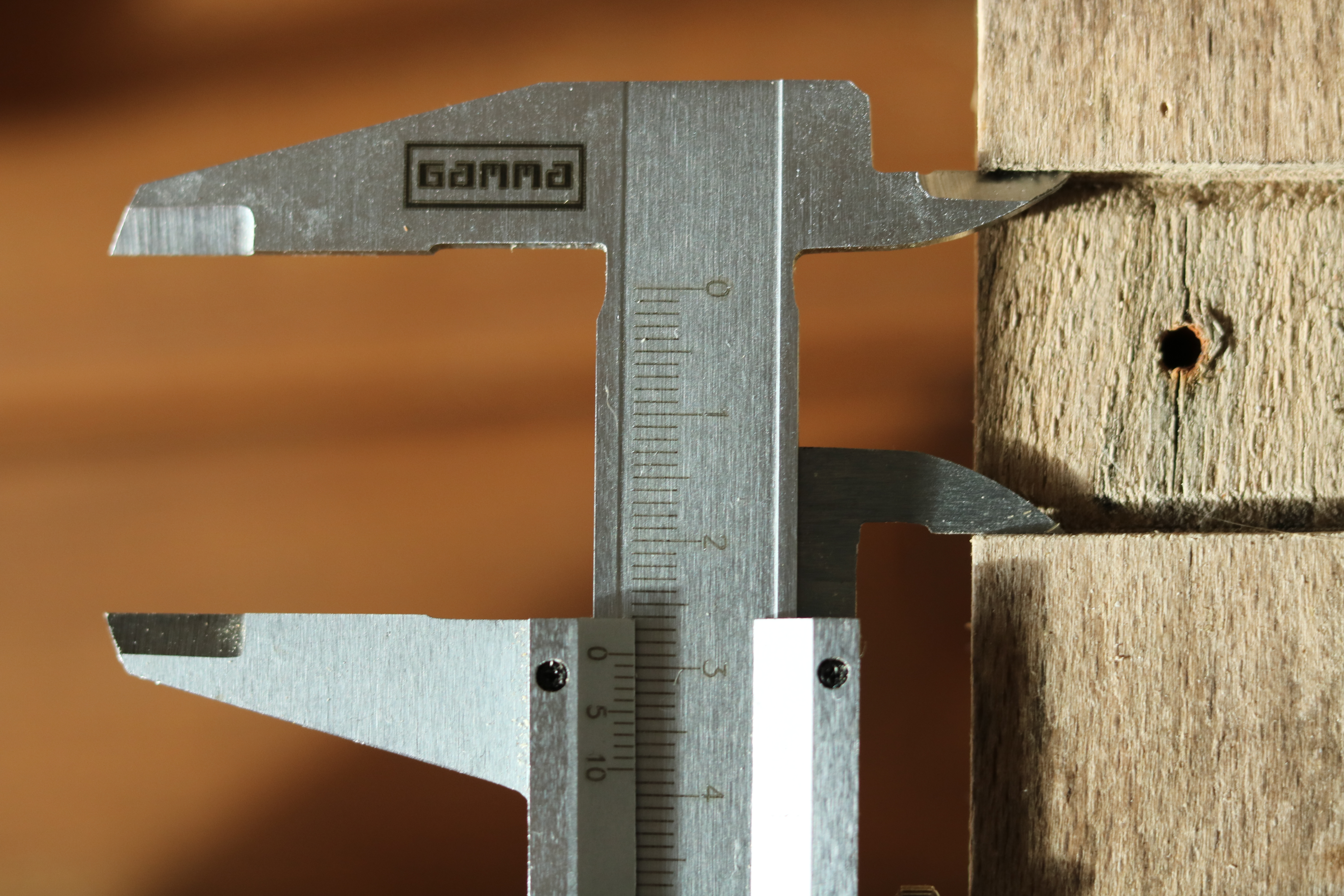
Afmeten van binnenmaat
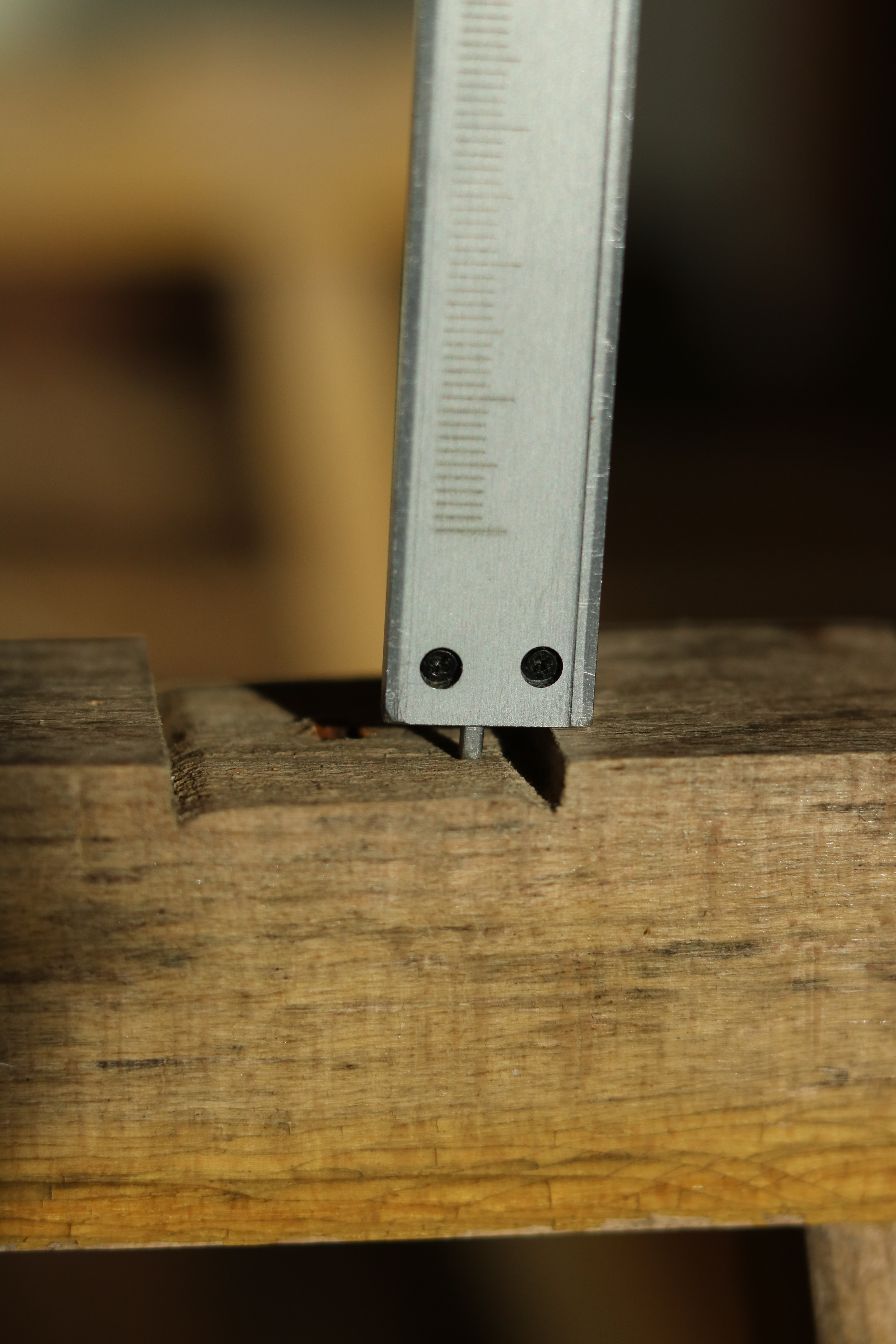
Afmeten van een diepte van een gat of uitsparing
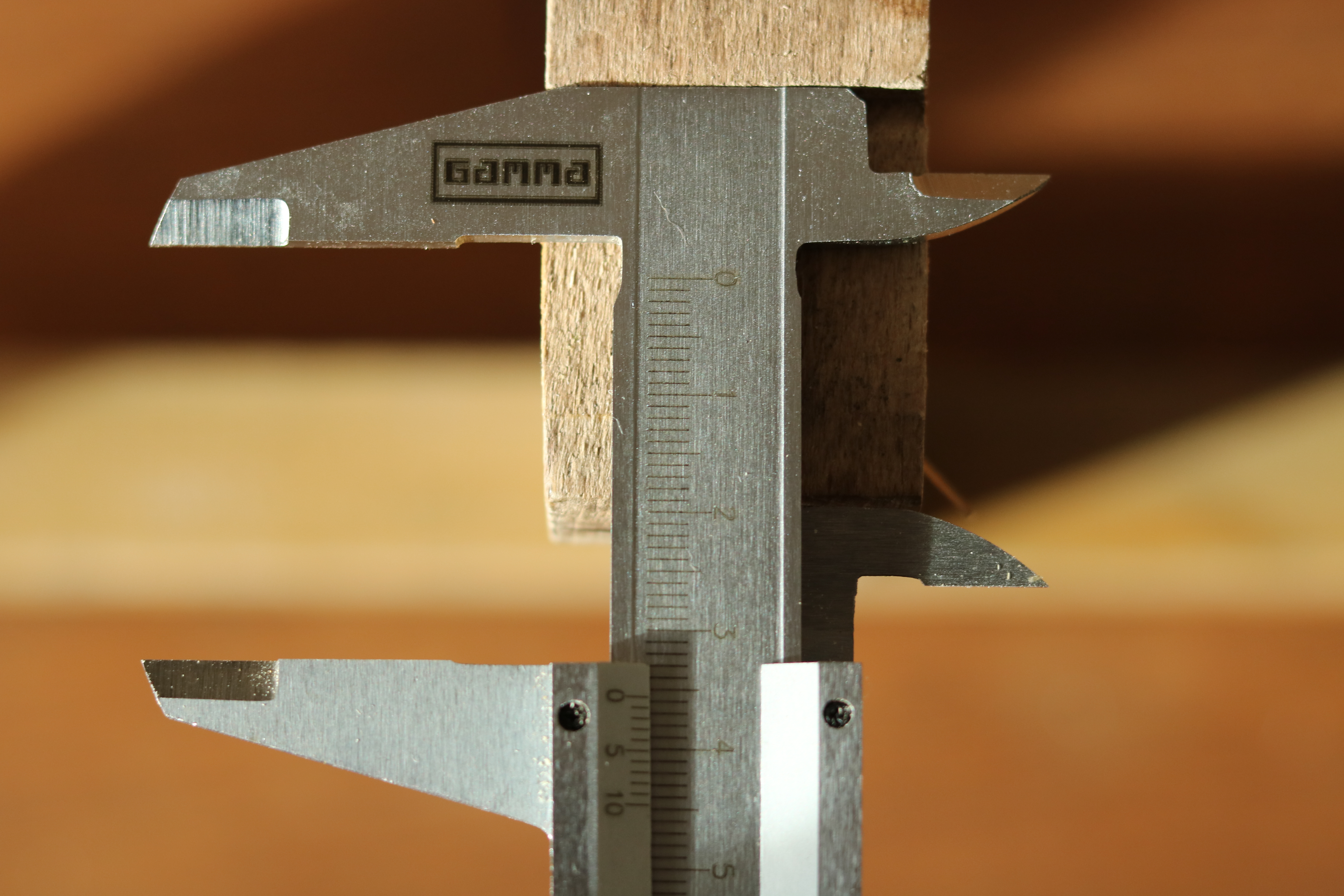
Afmeten van de breedte van een uitsparing

Aftekenen met een schuifmaat
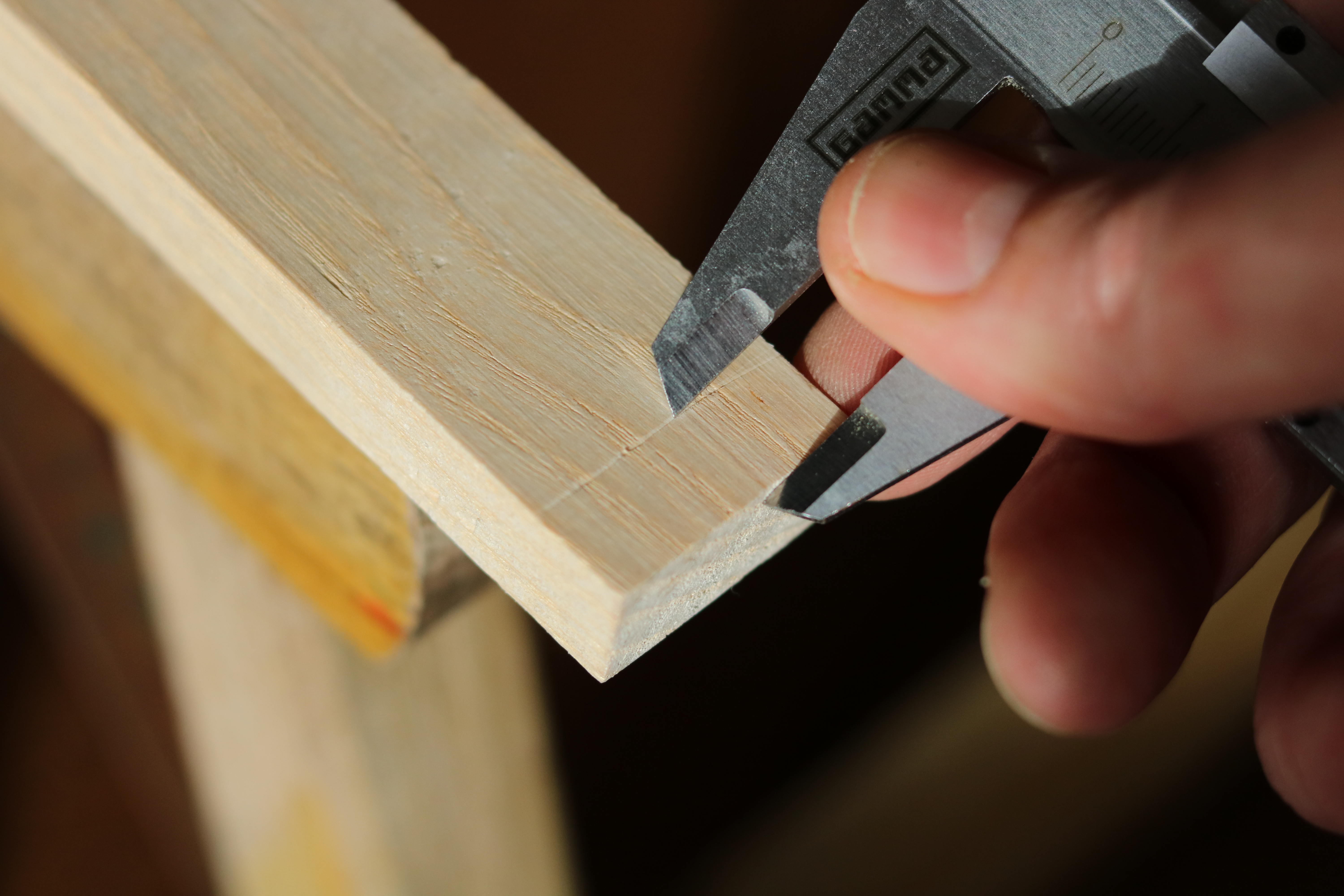
Aftekenen van een vooraf ingestelde afstand door het krassen met de scherpe kant van de bek, de andere bek wordt langs de rand gehouden.
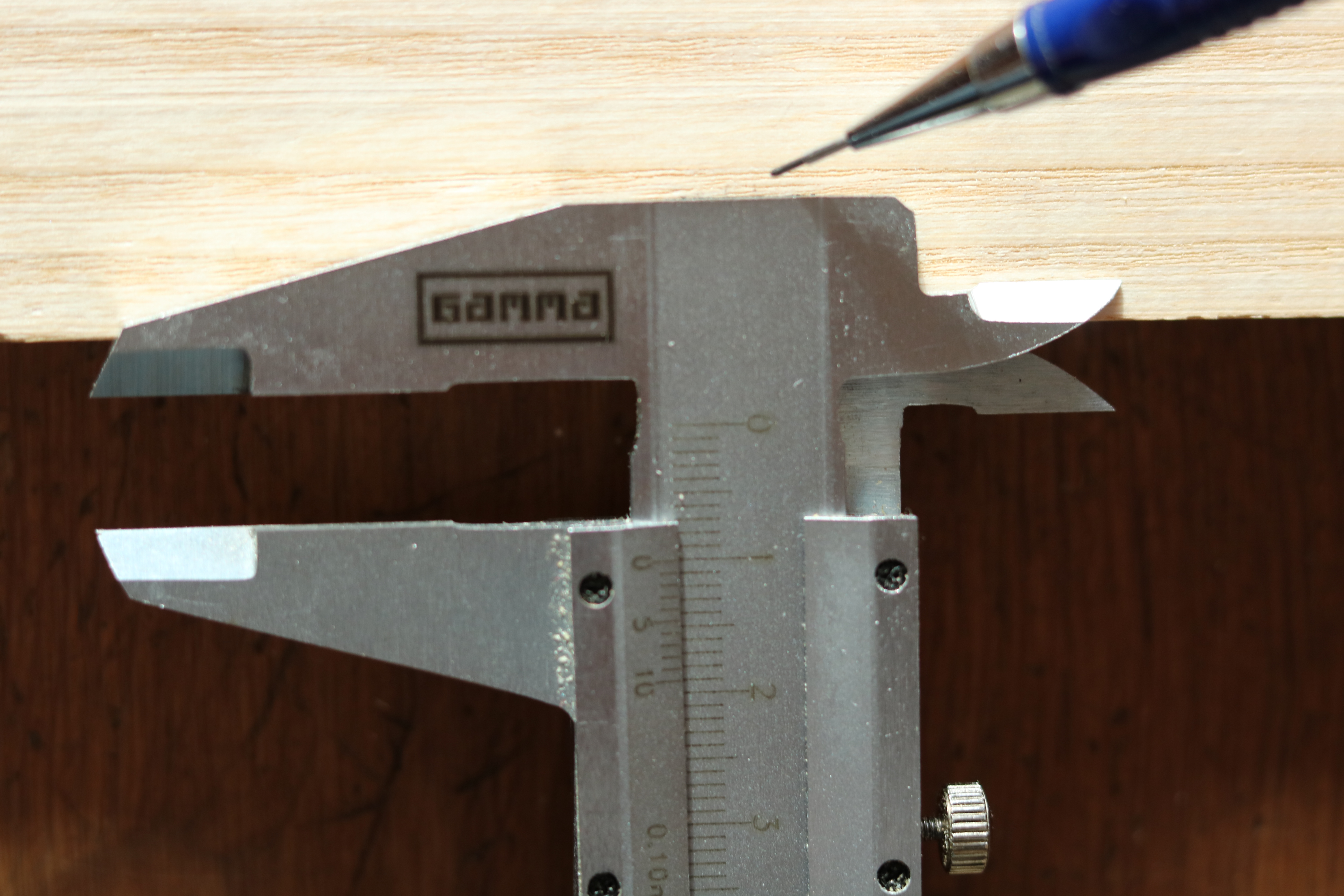
Aftekenen (met een potlood) van een ingestelde afstand vanaf een rand - de bovenkant van het bewegende deel van de schuifmaat wordt tegen de rand gehouden.

In gesloten stand liggen de meetbekken van de liniaal en van de schuif met de schuingeslepen meet- of meskanten tegen elkaar. De meetpen is dan helemaal ingeschoven. De nullijn van de nonius en de nullijn van de liniaal horen in dit geval precies in elkaars verlengde te liggen. Men noemt dit de nulstand van de schuifmaat. Bij het bewegen van de schuif gaan de meetbekken voor het meten van binnen- en buitenmaten open, op uiteinde komt de meetpen tevoorschijn waarmee dieptematen kunnen worden gemeten.
Bij het aflezen van maten kijkt men altijd eerst naar de nullijn van de nonius. Als de nullijn van de nonius samenvalt met een streepje op de liniaal, leest men af op een hele millimeter. Als de nullijn op de nonius niet samenvalt met een streepje op de liniaal, gaat men als volgt te werk: lees op de liniaal eerst af op een hele millimeter. Men moet het streepje direct links boven de nullijn van de nonius aflezen. Kijk vervolgens welk deelstreepje op de liniaal samenvalt met een deelstreepje op de nonius. Tel nu op de nonius het aantal deeltjes tussen de nullijn en het gelijkstaande streepje. Vermenigvuldig dit aantal met 0,1 mm, (bij een schuifmaat met een nauwkeurigheid van 1/20 mm met 0,05 mm) en tel de uitkomst op bij het aantal hele millimeters, dat men op de liniaal heeft afgelezen.
Naast de 'gewone' schuifmaat die door middel van een nonius moet worden uitgelezen, bestaan er ook schuifmaten met een meetklok of met elektronische (digitale) uitlezing. De afleesnauwkeurigheid wordt hierdoor verder vergroot. Het voordeel van digitale schuifmaten is dat er door de uitlezing in getallen minder snel afleesfouten worden gemaakt.
Voor nauwkeurigere metingen kan een micrometer worden gebruikt, terwijl voor bepaalde toepassingen ook voelermaten en kalibers bestaan.